# SN 1989N
SN 1989N – supernowa typu II odkryta 30 czerwca 1989 roku w galaktyce NGC 3646. W momencie odkrycia miała maksymalną jasność 14,50m.